# 21621 Sherman
A 21621 Sherman (ideiglenes jelöléssel 1999 KR4) a Naprendszer kisbolygóövében található aszteroida. A LINEAR projekt keretében fedezték fel 1999. május 20-án.